# 15e cérémonie des Los Angeles Film Critics Association Awards
La 15e cérémonie des Los Angeles Film Critics Association Awards (LAFCA Awards), décernés par la Los Angeles Film Critics Association, a eu lieu le 16 décembre 1989, et a récompensé les films réalisés dans l'année,.

## Palmarès
Note : la LAFCA décerne deux prix dans chaque catégorie ; le premier prix est indiqué en gras.

### Meilleur film
- Do the Right Thing
  - Drugstore Cowboy

### Meilleur réalisateur
- Spike Lee pour Do the Right Thing
  - Oliver Stone pour Né un 4 juillet (Born on the Fourth of July)

### Meilleur acteur
- Daniel Day-Lewis pour son rôle dans My Left Foot (My Left Foot: The Story of Christy Brown)
  - Morgan Freeman pour ses rôles dans Lean on Me, Johnny Belle Gueule (Johnny Handsome), Miss Daisy et son chauffeur (Driving Miss Daisy) et Glory

### Meilleure actrice
(ex æquo)
- Andie MacDowell pour son rôle dans Sexe, Mensonges et Vidéo (Sex, Lies, and Videotape)
- Michelle Pfeiffer pour son rôle dans Susie et les Baker Boys (The Fabulous Baker Boys)

### Meilleur acteur dans un second rôle
- Danny Aiello pour son rôle dans Do the Right Thing
  - Martin Landau pour son rôle dans Crimes et Délits (Crimes and Misdemeanors)

### Meilleure actrice dans un second rôle
- Brenda Fricker pour son rôle dans My Left Foot (My Left Foot: The Story of Christy Brown)
  - Anjelica Huston pour son rôle dans Ennemies, une histoire d'amour (Enemies: A Love Story)

### Meilleur scénario
- Drugstore Cowboy – Gus Van Sant et Daniel Yost
  - Do the Right Thing – Spike Lee

### Meilleure photographie
- Né un 4 juillet (Born on the Fourth of July) – Michael Ballhaus
  - Susie et les Baker Boys (The Fabulous Baker Boys) – Robert Richardson

### Meilleure musique de film
- Do the Right Thing – Bill Lee
  - Drugstore Cowboy – Elliot Goldenthal

### Meilleur film en langue étrangère
- Distant Voices, Still Lives  Royaume-Uni
  - Une affaire de femmes  France

### Meilleur film d'animation
- La Petite Sirène (The Little Mermaid)

### Meilleur film documentaire
- Roger et moi (Roger and Me) de Michael Moore
  - The Emperor's Naked Army Marches On (Yuki Yukite shingun) de Kazuo Hara

### New Generation Award
- Laura San Giacomo pour son rôle dans Sexe, Mensonges et Vidéo (Sex, Lies, and Videotape)

### Career Achievement Award
- Stanley Donen

### Experimental/Independent Film/Video Award
- Gregg Araki – The Long Weekend (O'Despair)

### Prix spécial
- A la bibliothèque Margaret Herrick (en) de l'Academy of Motion Picture Arts and Sciences.